# Việt Minh
Việt Nam Độc lập Đồng minh (tên chính thức trong Nghị quyết Hội nghị lần thứ VIII Ban Chấp hành Trung ương Đảng Cộng sản Đông Dương) hay Việt Nam Độc lập Đồng minh Hội, gọi tắt là Việt Minh, là liên minh chính trị cánh tả mang danh nghĩa dân tộc chủ nghĩa do Đảng Cộng sản Đông Dương thành lập ngày 19 tháng 5 năm 1941 với mục đích công khai là "liên hiệp tất cả các tầng lớp nhân dân, các đảng phái cách mạng, các đoàn thể dân chúng yêu nước, đang cùng nhau đánh đuổi Nhật - Pháp, làm cho Việt Nam hoàn toàn độc lập, dựng lên một nước Việt Nam Dân chủ Cộng hòa".
Do Việt Minh được Đảng Cộng sản Việt Nam xem là một mặt trận dân tộc thống nhất ở Việt Nam nên còn được gọi là Mặt trận Việt Nam Độc lập Đồng minh, Mặt trận Việt Minh. Mặt trận dân tộc thống nhất là mặt trận thống nhất do các dân tộc, các giai cấp, các đảng phái quốc nội kết thành nhằm tiến hành cách mạng dân tộc, chống lại sự xâm lược và áp bức của chủ nghĩa đế quốc, chủ nghĩa thực dân.
Trước đó, đã có một tổ chức chính trị chống đế quốc của người Việt Nam ở nước ngoài có tên gọi tương tự là Việt Nam Độc lập Vận động Đồng minh Hội, gọi tắt là Việt Minh, được thành lập năm 1936 ở Nam Kinh (Trung Quốc). Theo Hoàng Văn Hoan, Hồ Chí Minh chủ trương lấy danh nghĩa hội này và mời Hồ Học Lãm làm chủ trì để dựa vào mà hoạt động.
Sau khi Đảng Cộng sản Đông Dương tuyên bố "giải tán", Việt Minh là tổ chức chính trị tham gia bầu cử và nắm chính quyền, là thành viên của Hội Liên hiệp Quốc dân Việt Nam (Hội Liên Việt), sau lại tách ra. Đầu năm 1951 Đảng Cộng sản Đông Dương tái lập với tên gọi Đảng Lao động Việt Nam, Mặt trận Việt Minh sáp nhập với Hội Liên Việt để thành lập Mặt trận Liên Việt, nhưng nhiều người vẫn quen gọi là Việt Minh.
Trong cuộc chiến chống Pháp, Việt Minh là vũ khí chính trị hiệu quả do Đảng Cộng sản Việt Nam thành lập nhằm thu hút mọi tầng lớp người dân, kể cả những người Quốc gia và không Cộng sản, tham gia chiến đấu dưới sự lãnh đạo của Đảng Cộng sản. Bên cạnh đó, Việt Minh cũng từng xung đột với các nhóm chính trị, xã hội khác như Việt Nam Quốc dân Đảng, Việt Nam Cách mệnh Đồng minh Hội, Đại Việt Quốc dân Đảng, Đệ Tứ Quốc tế Cộng sản và các nhóm tôn giáo.

## Thành lập
Tháng 10 năm 1940, tại Quế Lâm, Trung Quốc, Nguyễn Ái Quốc lấy danh nghĩa Việt Nam Độc lập Vận động Đồng minh Hội (trước có tên là Việt Nam Phục quốc Đồng minh Hội, do Hồ Học Lãm, Nguyễn Hải Thần và một số chính trị gia khác thành lập năm 1936), đã mời ông Hồ Học Lãm đứng ra chủ trì để các đảng viên cộng sản Việt Nam tại Trung Quốc có danh nghĩa hợp pháp để hoạt động tại Trung Quốc. Chủ trương này xuất phát từ chỗ Mặt trận Thống nhất Dân tộc Phản đế Đông Dương (thành lập năm 1939, là tiền thân của Việt Minh sau này) là một tổ chức không phải là cộng sản và người sáng lập của tổ chức này là Hồ Học Lãm có quan hệ tốt với Nguyễn Ái Quốc. Những đảng viên cộng sản Việt Nam giới thiệu với Lý Tề Thâm, Chủ nhiệm Hành dinh khu Tây Nam Trung Hoa Quốc dân Đảng, rằng Mặt trận Thống nhất Dân tộc Phản đế Đông Dương là tổ chức chính trị lớn bên cạnh Đảng Cộng sản Đông Dương. Đảng Cộng sản Đông Dương có ảnh hưởng trong giai cấp công nhân thành thị còn Mặt trận Phản đế hoạt động chủ yếu trong các tầng lớp trên ở nông thôn. Người đồng sáng lập Việt Nam Độc lập Vận động Đồng minh Hội là Nguyễn Hải Thần tuy không đồng ý với việc Đảng Cộng sản Đông Dương sử dụng danh nghĩa Mặt trận Phản đế để hoạt động vẫn hợp tác với Đảng Cộng sản.
Trước tình hình Chiến tranh Thế giới thứ hai ngày càng lan rộng và ác liệt, đầu năm 1941, Nguyễn Ái Quốc quyết định về nước. Hội nghị cán bộ tỉnh Cao Bằng của Đảng Cộng sản Đông Dương, họp vào cuối tháng 4 năm 1941, dưới sự chủ tọa của Hoàng Văn Thụ và Vũ Anh (Trịnh Đông Hải).
Sau một thời gian nắm tình hình và chuẩn bị, Nguyễn Ái Quốc đã triệu tập và chủ trì Hội nghị lần thứ VIII Ban Chấp hành Trung ương Đảng Cộng sản Đông Dương từ ngày 10 đến ngày 19 tháng 5 năm 1941 trong rừng Khuổi Nậm, thuộc Pác Bó, huyện Hà Quảng, tỉnh Cao Bằng. Hội nghị đã xác định cuộc cách mạng Đông Dương trong giai đoạn hiện tại là một cuộc cách mạng dân tộc giải phóng và chủ trương thành lập Mặt trận dân tộc thống nhất riêng cho mỗi nước Việt Nam, Lào, Campuchia. Ngoài ra, hội nghị cũng hoàn chỉnh hướng chỉ đạo chiến lược cách mạng, được đề ra từ Hội nghị VI vào tháng 11 năm 1939, là nêu cao nhiệm vụ giải phóng dân tộc lên hàng đầu. Theo đề nghị của Nguyễn Ái Quốc, vào ngày 19 tháng 5 năm 1941, Hội nghị quyết định thành lập Việt Nam Độc lập Đồng minh, gọi tắt là Việt Minh, thay cho Mặt trận Thống nhất Dân tộc Phản đế Đông Dương (thành lập theo Quyết nghị của Hội nghị Trung ương VI - khóa I, tháng 11 năm 1939).
Sau Hội nghị Trung ương lần thứ VIII bế mạc, một đại hội (ngày 19-5-1941) gồm đại diện đảng Cộng sản và các tổ chức quần chúng thành lập chính thức Việt Minh.
Ngoài Đảng Cộng sản, trong thời gian đầu có các tổ chức tham gia lần lượt gồm Đảng Cách mệnh An Nam, Việt Nam Quốc dân Cách mệnh Đảng, Đảng Quốc gia Cách mệnh An Nam, Phục quốc Hội, Việt Nam Độc lập Vận động Đồng minh Hội, Đảng Đại Việt Quốc xã, Đảng Hưng Việt, Đảng Đại Việt, Việt Cách... Sau khi Chính phủ Liên hiệp Kháng chiến Việt Nam Dân chủ Cộng hòa tan rã, một số đảng phái tiếp tục hợp tác với Việt Minh, một số khác thì tách khỏi Việt Minh và ủng hộ Bảo Đại thành lập Quốc gia Việt Nam chống lại Việt Minh còn Việt Minh gọi các đảng phái này là Việt gian, phản động.
Theo báo Cứu quốc "nhà đại ái quốc Hồ Chí Minh, ròng rã ba mươi năm nay bị mật thám thuộc địa truy nã, từ trong bóng tối nhảy ra, có một nhãn quan chính trị hết sức minh mẫn, ông đề nghị với người Pháp ở Đông Dương lập một mặt trận chung chống phát xít. Việt Minh, hay là mặt trận chung chống phát xít dành độc lập, ra đời" nhưng chính quyền thuộc địa về phe phát xít.

## Cương lĩnh

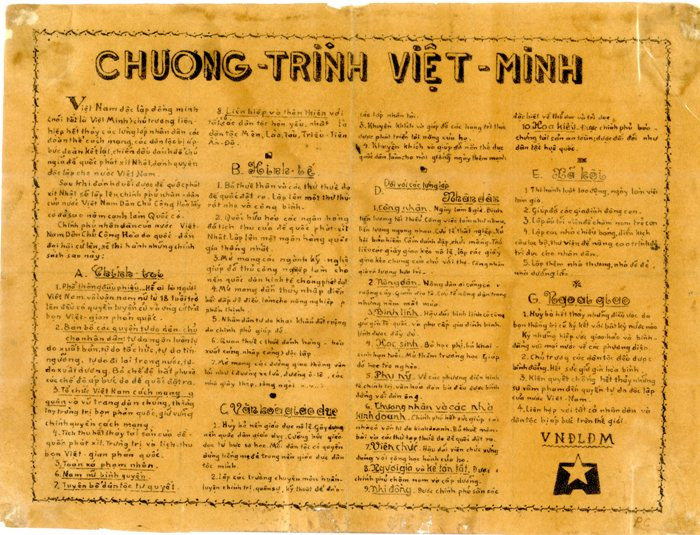
Chương trình Việt Minh

Tháng 9 năm 1941, văn kiện Chương trình Việt Minh kèm theo điều lệ của một số hội cứu quốc đã được soạn thảo, coi như phụ lục của Nghị quyết hội nghị tháng 5 năm 1941. Ngày 25 tháng 10, Tổng bộ Việt Minh chính thức Chương trình Việt Minh để phổ biến rộng rãi trong quần chúng. Văn kiện này nhấn mạnh tới những mục tiêu của cuộc cách mạng giải phóng dân tộc:
1. Làm cho nước Việt Nam được hoàn toàn độc lập.
2. Làm cho dân Việt Nam được sung sướng, tự do.

Chương trình của Việt Minh được Nguyễn Ái Quốc soạn thành một bài thơ dài theo thể song thất lục bát gồm 212 câu và được Bộ Tuyên truyền Việt Minh xuất bản. Tháng 8 năm 1942, Tòa soạn báo Việt Nam độc lập phát hành cuốn Ngũ tự kinh (kinh 5 chữ) dùng văn vần để phổ biến chương trình của Việt Minh. Ngày 15 tháng 3 năm 1944, Bộ Tuyên truyền Cổ động Việt Minh cho in một tập sách bao gồm: Tuyên ngôn, Chương trình (đã được bổ sung) và Điều lệ của Mặt trận Việt Minh.
Chủ trương cụ thể: - Chủ trương liên hiệp hết thảy các từng lớp nhân dân không phân biệt tôn giáo, đảng phái, xu hướng chính trị nào, giai cấp nào, đoàn kết chiến đấu để đánh đuổi Pháp - Nhật giành quyền độc lập cho xứ sở. Việt Nam Độc lập Đồng minh lại còn hết sức giúp đỡ Ai Lao Độc lập Đồng minh và Cao Miên Độc lập Đồng minh để cùng thành lập Đông Dương Độc lập Đồng minh hay là mặt trận thống nhất dân tộc phản đế toàn Đông Dương để đánh được kẻ thù chung giành quyền độc lập cho nước nhà. - Sau khi đánh đuổi được đế quốc Pháp, Nhật, sẽ thành lập một chính phủ nhân dân của Việt Nam Dân chủ Cộng hòa lấy lá cờ đỏ ngôi sao vàng nǎm cánh làm lá cờ toàn quốc. Chính phủ ấy do quốc dân đại hội cử ra sẽ thi hành những nhiệm vụ như sau:
Chính trị
1. Phổ thông đầu phiếu vô luận nam nữ hễ ai từ 18 tuổi trở lên được quyền bầu cử, ứng cử.
2. Ban hành các quyền tự do dân chủ như: tự do xuất bản, tự do ngôn luận, tự do tín ngưỡng, tự do đi lại trong xứ và xuất dương.
3. Tổ chức Việt Nam nhân dân cách mạng quân và võ trang dân chúng để thẳng tay trừng trị bọn Việt gian phản quốc, giữ vững chính quyền cách mạng.
4. Tịch thu tài sản của đế quốc Pháp, Nhật và bọn Việt gian phản quốc.
5. Toàn xá chính trị phạm và thường phạm.
6. Nam nữ bình quyền.
7. Tuyên bố các dân tộc được quyền tự quyết.
8. Liên lạc mật thiết với các dân tộc thiểu số và nhất là Tàu, Ấn Độ, Cao Ly.

Kinh tế
1. Bỏ thuế thân và các thuế do Pháp, Nhật đặt ra, lập một thứ thuế rất nhẹ và công bằng.
2. Quốc hữu hóa ngân hàng của đế quốc Pháp, Nhật, lập nên quốc gia ngân hàng thống nhất.
3. Mở mang kỹ nghệ, giúp đỡ thủ công nghiệp làm cho nền kinh tế quốc gia được phát triển.
4. Dẫn thủy nhập điền, bồi đắp đê điều làm cho nền nông nghiệp được phồn thịnh.
5. Cho dân chúng tự do khai khẩn đất hoang có chính phủ giúp đỡ.
6. Quan thuế độc lập.
7. Mở các đường giao thông như đường sá, cầu cống...

Vǎn hóa
1. Hủy bỏ giáo dục nô lệ, lập nền quốc dân giáo dục, cưỡng bức giáo dục đến bực sơ đẳng, cho các dân tộc được quyền dùng tiếng mẹ đẻ mình, phổ thông trong việc giáo dục mình.
2. Lập các trường chuyên môn quân sự, chính trị, kỹ thuật để đào tạo các lớp nhân tài.
3. Giúp đỡ và khuyến khích các hạng trí thức để họ được phát triển tài nǎng của họ.

Xã hội
1. Thi hành ngày làm tám giờ.
2. Giúp đỡ cho gia đình đông con.
3. Lập ấu trĩ viện để chǎm nom trẻ con.
4. Lập nhà diễn kịch, chớp bóng, câu lạc bộ để nâng cao trình độ tri thức của nhân dân.
5. Lập nhà thương, nhà đẻ cho nhân dân.

Ngoại giao
1. Hủy bỏ tất cả các hiệp ước mà Pháp đã ký bất kỳ với nước nào.
2. Tuyên bố các dân tộc bình đẳng và hết sức giữ hòa bình.
3. Kiên quyết chống tất cả các lực lượng xâm phạm đến quyền lợi của nước Việt Nam.
4. Mật thiết liên lạc với các dân tộc bị áp bức và giai cấp vô sản trên thế giới.

Đối với các lớp nhân dân
1. Công nhân: Ngày làm tám giờ, định lương tối thiểu, công việc như nhau thì tiền lương ngang nhau. Cứu tế thất nghiệp xã hội, bảo hiểm, cấm đánh dập, chửi mắng thợ, thủ tiêu giấy giao kèo giữa chủ và thợ, công nhân già có lương hưu trí.
2. Nông dân ai cũng có ruộng đất để cày cấy, giảm địa tô, cứu tế nông dân trong những nǎm mất mùa.
3. Binh nhân: Hậu đãi những người có công giữ gìn Tổ quốc phụ cấp cho gia đình họ được đầy đủ.
4. Học sinh: Bỏ học phí, bỏ giấy khai sinh, hạn tuổi, giúp đỡ học sinh nghèo.
5. Phụ nữ: Đàn bà được bình đẳng với đàn ông về mọi phương diện kinh tế, chính trị, xã hội, vǎn hóa.
6. Thương nhân: Bỏ ba tǎng môn bài và các thứ thuế khác do Pháp đặt ra.
7. Viên chức: Hậu đãi cho xứng đáng với công học tập.
8. Những người già và tàn tật được chính phủ chǎm nom cấp dưỡng.
9. Nhi đồng được chính phủ chǎm nom về trí dục và thể dục.
10. Đối với Hoa kiều được chính phủ bảo đảm tài sản và coi như tối huệ quốc.

## Hệ thống tổ chức
Việt Minh cũng công bố luôn Tuyên ngôn và Điều lệ, nói rõ tôn chỉ, mục đích của mình: "Liên hiệp hết thảy tất cả các tầng lớp nhân dân, các đảng phái cách mạng, các đoàn thể dân chúng yêu nước, đang cùng nhau đánh đuổi Nhật-Pháp, làm cho Việt Nam hoàn toàn độc lập, dựng lên một nước Việt Nam Dân chủ Cộng hòa". Tôn chỉ đó đã quy định điều kiện gia nhập Việt Minh: "Việt Minh kết nạp từng đoàn thể, không cứ đảng phái, đoàn thể nào của người Việt Nam hay của các dân tộc thiểu số sống trong nước Việt Nam, không phân biệt giai cấp, tôn giáo và xu hướng chính trị, hễ thừa nhận mục đích, tôn chỉ và chương trình của Việt Minh và được Tổng bộ Việt Minh thông qua, thời được gia nhập Việt Minh".
Về tổ chức, Mặt trận có một cơ chế riêng, khác hẳn với cơ chế tổ chức của Đảng Cộng sản Đông Dương. Về hệ thống tổ chức, ở các xã có Ban Chấp hành Việt Minh do các đoàn thể Việt Minh ở làng hay xã cử ra; tổng, huyện (hay phủ, châu, quận), tỉnh, kì có Ban Chấp ủy Việt Minh cấp ấy; Việt Minh toàn quốc có Tổng bộ. Ngoài những đoàn thể cứu quốc có tính chất chính trị, cách mạng rõ rệt (như Hội Công nhân Cứu quốc, Hội Nông dân Cứu quốc, Hội Phụ nữ Cứu quốc, Hội Thanh niên Cứu quốc...) còn có những đoàn thể không có điều lệ, hoạt động công khai và bán công khai như Hội Cứu tế Thất nghiệp, Hội Tương tế, Hội Hiếu hỉ, nhóm học Quốc ngữ, nhóm đọc sách, xem báo... Chỉ thị về công tác của Ban Chấp hành Trung ương ngày 1 tháng 12 năm 1941 đã chỉ rõ: "Cần phải chú ý không nên dùng phương pháp Đảng mà tổ chức quần chúng, vì Đảng là một tổ chức gồm những phần tử giác ngộ nhất, hăng hái, trung thành nhất, hoạt động nhất của vô sản giai cấp. Tổ chức của Đảng cần phải chặt chẽ và nghiêm ngặt. Còn những tổ chức quần chúng phải rộng rãi, nhẹ nhàng". Tổng bộ Việt Minh, theo một tài liệu của Mỹ, từ tháng 6/1945 đến giữa năm 1946 có Hồ Chí Minh, Võ Nguyên Giáp, Phạm Văn Đồng, Trần Huy Liệu, Nguyễn Lương Bằng, Hoàng Quốc Việt, Trường Chinh và Hồ Tùng Mậu.
Trong đó, Nguyễn Lương Bằng là Chủ nhiệm Tổng bộ Việt Minh từ 1941 đến 1951, và Hoàng Quốc Việt là Bí thư Tổng bộ Việt Minh từ 1943 đến 1951. Trước đó Hoàng Văn Thụ đảm nhận vai trò Bí thư Tổng bộ từ 1941 đến lúc bị thực dân Pháp bắt bớ năm 1943.
Vì tình thế xung đột quân sự với Nhật và Pháp, cộng với các rối ren trong xã hội lúc đó, Tổng bộ Việt Minh có tồn tại một ban lãnh đạo chính thức hay không vẫn chưa xác định rõ ràng. Danh sách các thành viên của Tổng bộ vẫn còn khá mơ hồ, và vì nhiều yếu tố khách quan nên có lẽ Việt Minh không thể thực hiện bầu cử uỷ viên Tổng bộ chính thức toàn quốc. Theo nhiều tài liệu và văn kiện rải rác thì một số uỷ viên Tổng bộ Việt Minh có thể bao gồm: Nguyễn Lương Bằng (Chủ nhiệm), Hoàng Văn Thụ (Bí thư đầu tiên), Hoàng Quốc Việt (Bí thư thứ 2), Cù Huy Cận (từ 1942), Nguyễn Đình Thi (từ 1944), Trần Đăng Ninh, Đỗ Đức Dục, Dương Đức Hiền, Cao Hồng Lãnh, Hoàng Văn Hoan, Trần Huy Liệu, Xuân Thủy, Hoàng Văn Đức... Và có thể có nhiều ủy viên khác.

## Các tổ chức thành viên

### Các tổ chức chủ chốt
Nhiều tổ chức xã hội, đảng phái chính trị và nhóm vũ trang gia nhập Việt Minh và trở thành lực lượng nòng cốt, gồm có:
- Đảng Cộng sản Đông Dương[43][44]: tổ chức sáng lập Việt Minh năm 1941 và đóng vai trò nòng cốt; lúc này đã tự giải tán và hoạt động với tên gọi Hội Nghiên cứu Chủ nghĩa Marx ở Đông Dương; Tổng Bí thư lúc này là Trường Chinh
- Đảng Dân chủ Việt Nam[45]: gia nhập năm 1944; Tổng Thư ký lúc này là Dương Đức Hiền
- Tập tin:Đảng kỳ Đảng Xã hội Việt Nam.png Đảng Xã hội Việt Nam[46]: gia nhập năm 1946; Tổng Thư ký lúc này là Phan Tư Nghĩa
- Thanh niên Tiền phong[47]: gia nhập năm 1945; Chủ tịch lúc này là Phạm Ngọc Thạch
- Bộ đội Bình Xuyên[48]: gia nhập năm 1945; thủ lĩnh lúc này là Dương Văn Dương; về sau một nhóm của Lê Văn Viễn tách ra quy thuận Pháp[49]; các nhóm chống Pháp của Dương Văn Hà, Huỳnh Văn Trí và Mai Văn Vĩnh được sáp nhập vào Vệ quốc đoàn
- Cứu quốc quân[50]: sáp nhập với Việt Nam Tuyên truyền Giải phóng quân năm 1945; chỉ huy lúc này là Chu Văn Tấn

### Các đảng phái khác
Nhiều đảng phái đối lập từ chối gia nhập Việt Minh hoặc bị suy yếu nên không thể về nước hoạt động, nhưng một số đảng viên đã ủng hộ Việt Minh và tham gia chính phủ Việt Nam Dân chủ Cộng hòa, bao gồm:
- Việt Nam Cách mệnh Đồng minh Hội (còn gọi là Việt Cách)[53][54]: Đinh Chương Dương (sau 1941), Bồ Xuân Luật, Hồ Đức Thành, Trương Trung Phụng (sau 1945)
- Việt Nam Quốc dân Đảng (còn gọi là Việt Quốc)[55][56][57]: Phan Khôi, Chu Bá Phượng, Trúc Khê (sau 1945); và nhiều đảng viên cấp thấp khác như[58][59] Trịnh Khắc Giản, Phạm Văn Thóc, Phạm Nhật Tiên, Trần Ngọc Tuân, Bùi Văn Hoạch, Phạm Văn Chúc, Trần Đức Chính...
- Việt Nam Quốc gia Độc lập Đảng[38]: Ngô Tấn Nhơn (sau 1945)
- Phong trào Đệ Tứ Quốc tế tại Việt Nam (còn gọi là Nhóm Trotskyist)[60][61]: Trương Tửu, Lê Văn Siêu (sau 1946)
- Việt Nam Phục quốc Đồng minh Hội[62]: Hồ Học Lãm (sau 1941)

### Các tổ chức tôn giáo
Nhiều tổ chức tôn giáo bị chia rẽ, một số quay sang ủng hộ Pháp, nhưng một số ủng hộ Việt Minh và tham gia kháng chiến như:
- Hội Phật giáo Cứu quốc[63][64][65]: Thích Tịnh Khiết, Thích Minh Nguyệt, Thích Tâm An, Thích Thanh Chân, Thích Trí Thủ, Thích Mật Thể, Thích Thế Long, Thích Thiện Minh, Thích Trí Quang, Thích Trí Độ, Thích Thanh Tứ, Minh Tịnh...
- Hội Cao Đài Cứu quốc 12 Phái Hợp nhất[66][67], bao gồm Cao Đài Minh Chơn Đạo, Cao Đài Tiên Thiên và Cao Đài Ban Chỉnh Đạo: Cao Triều Phát, Nguyễn Văn Ngợi, Nguyễn Ngọc Tương, Nguyễn Ngọc Bích, Nguyễn Ngọc Nhựt...
- Hội Công giáo Cứu quốc[68], Hội Công giáo Kháng chiến[69]: Vũ Đình Tụng, Ngô Tử Hạ, Đa Minh Maria Hồ Ngọc Cẩn, Phêrô Võ Thành Trinh. Phêrô Phan Khắc Từ, Gioakim Nguyễn Bá Luật, Phêrô Phạm Bá Trực...
- Hội Hòa Hảo Kháng chiến[70][71]: một số tín đồ Hòa Hảo theo kháng chiến, nhưng chưa được ghi chép rõ ràng, một chức sắc nổi bật theo kháng chiến lúc này là Huỳnh Thiện Từ
- Hội thánh Tin Lành (nhóm chống Pháp)[71][72]: Bùi Hoành Thử, Dương Tự Ấp, Trần Văn Đệ...

### Các đoàn thể xã hội
Mặt trận Việt Minh cho thành lập nhiều tổ chức xã hội để tranh thủ sự ủng hộ từ mọi tầng lớp nhân dân, có thể kể đến:
- Đoàn Thanh niên Cứu quốc[73][74]: thành lập ngày 26/3/1931 với tên gốc là Đoàn Thanh niên Cộng sản Đông Dương; mở rộng và hợp nhất với các đoàn Thanh niên Dân chủ, Thanh niên Tiền phong và Thanh niên Giải phóng vào ngày 7/2/1950; nay là Đoàn Thanh niên Cộng sản Hồ Chí Minh
- Đoàn Phụ nữ Cứu quốc[75]: thành lập ngày 16/6/1941, nay là Hội Liên hiệp Phụ nữ Việt Nam
- Đội Thiếu nhi cứu quốc[76]: thành lập ngày 15/5/1941 với tên gốc là Đội Nhi đồng Cứu quốc; sau hợp nhất với Đội Thiếu niên Tiền phong vào năm 1946; nay là Đội Thiếu niên Tiền phong Hồ Chí Minh
- Hội Hồng thập tự[77]: thành lập ngày 23/11/1946, nay là Hội Chữ thập đỏ Việt Nam
- Hội Công nhân Cứu quốc[78]: thành lập tháng 5/1941, nay là Tổng Liên đoàn Lao động Việt Nam

### Tổ chức hợp tác ngoại vi
- Hội Liên hiệp Quốc dân Việt Nam[79][80]: thành lập ngày 29/5/1946; bao gồm nhiều đoàn thể xã hội khác nhau; Hội trưởng lúc này là Huỳnh Thúc Kháng; năm 1951 hợp nhất với Việt Minh thành Mặt trận Liên Việt

### Các lực lượng vũ trang và an ninh
- Việt Nam Tuyên truyền Giải phóng quân[81]: thành lập ngày 22/12/1944; sau hợp nhất với Cứu quốc quân thành Việt Nam Giải phóng quân vào ngày 15/5/1945; chỉ huy lúc này là Võ Nguyên Giáp; hiện nay là Quân đội Nhân dân Việt Nam
- Việt Nam Công an Vụ[82]: thành lập ngày 19/8/1945 với 3 lực lượng khác nhau ở 3 miền; sau này Sở Liêm phóng Bắc Bộ, Sở Trinh sát Trung Bộ và Quốc gia Tự vệ Cuộc Nam Bộ hợp nhất thành Việt Nam Công an Vụ vào ngày 21/2/1946; chỉ huy lúc này là Lê Giản; hiện nay là Công an Nhân dân Việt Nam

### Các dân tộc thiểu số
- Các dân tộc thiểu số tại Tây Bắc[83][84]:
  - Người H'Mông[85][86]: Vương Chính Đức (Vua H'Mông tại Hà Giang), Vương Chí Sình (con trai của Vương Chính Đức), Vừ A Dính, Giàng Lao Tả...
  - Người Dao[87][88]: Bàn Văn Hoan, Hoàng Hùng Sơn...
  - Người Nùng[89][90]: Kim Đồng, thượng tướng Chu Văn Tấn, Bế Văn Cắm...
  - Người Tày[91][92]: Nông Quốc Chấn, Vi Văn Định, Hoàng Văn Thụ, Lê Quảng Ba, Bế Văn Đàn...
  - Người Mường[93][94][95]: Quách Hy, Thào Sẩu, Lục Bình Ngọc, Lý Hán Sơn, Đinh Công Niết. Đinh Công Đốc...
- Các dân tộc thiểu số tại Bắc Trung Bộ:
  - Người Bru - Vân Kiều và Người Pa Kô[96]: Hồ Ray, Hồ Tơ, Hồ Hăng, Hồ Thiên, Võ Tá Khỉn...
  - Người Thái[97][98][99]: Lò Văn San, Cầm Ngoan, Hoàng Nó, Lò Văn Giá...
- Các dân tộc thiểu số tại Tây Nguyên[100][101]:
  - Người Ba Na: Đinh Núp, Wừu...
  - Người Êđê: Y Ngông Niê Kdăm, Y Wang Mlô Duôn Du, Y Bih Aleo, Y Blok...
  - Người Ra Glai: Pinăng Tắc...
- Người Chăm[102][103][104]: Săm Brăm, Nguyễn Thị Thềm, Dung Gạch, Dung Thiết...
- Người Hoa: có Tổng hội Liên hiệp Hoa kiều Giải phóng tại Nam Bộ và các Ban Hoa vận tại các tỉnh thành[105][106][107] thành lập ngày 1/7/1950; có thể kể đến Trang Dung, Ngô Liên, Lương Phong, Trương Đức, Nghị Đoàn...
- Người Khmer: có các Hội Issarak (độc lập), Hội Cao Miên Tự do và Ban Khmer vận tại các tỉnh thành[108][109][110]; có thể kể đến Thạch Sên, Mai Văn Dung, Sơn Ton, Thạch Ngọc Biên...

### Người nước ngoài
Nhiều sĩ quan và binh lính Nhật bỏ sang Việt Minh sau khi Chiến tranh thế giới thứ hai kết học. Học giúp đỡ huấn luyện và đào tạo các binh sĩ Quân đội Nhân dân Việt Nam. Bên cạnh đó là các hàng binh hoặc lính đào ngũ từ Binh đoàn Lê dương Pháp. Nhóm binh lính này rất đa dạng, bao gồm người Pháp, Đức, Bỉ, Áo, Hy Lạp và thậm chí là Nga, Bắc Phi....
Ngoài ra còn có nhiều chiến sĩ người Campuchia, Lào, Thái Lan, Malaysia, Trung Quốc...đứng vào hàng ngũ Việt Minh
Những người nước ngoài trong hàng ngũ Việt Minh được gọi chung là Chiến sĩ "Việt Nam mới".

## Mối quan hệ với Đảng Cộng sản Đông Dương
Trong quan hệ với Việt Minh, Đảng Cộng sản Đông Dương đã xác định: "Đảng ta cũng là một bộ phận trong mặt trận phản đế Đông Dương, bộ phận trung kiên và lãnh đạo", là "một bộ phận linh động nhất trong Mặt trận dân tộc thống nhất chống Nhật-Pháp".
Ngày 11/11/1945, Đảng Cộng sản Đông Dương tuyên bố tự giải tán khi Pháp, Trung Hoa Dân quốc và các đồng minh của họ muốn tiêu diệt Đảng, đi vào hoạt động bí mật và thành lập tổ chức công khai của Đảng là Hội nghiên cứu Chủ nghĩa Mác ở Đông Dương đồng thời đóng cửa tờ báo Cờ giải phóng.
Thông cáo Đảng Cộng sản Đông Dương tự ý giải tán, ngày 11-11-1945:
1- Cǎn cứ vào điều kiện lịch sử, tình hình thế giới và hoàn cảnh trong nước, nhận rằng lúc này chính là cơ hội nghìn nǎm có một cho nước Việt Nam giành quyền hoàn toàn độc lập;
2- Xét rằng: muốn hoàn thành nhiệm vụ dân tộc giải phóng vĩ đại ấy, sự đoàn kết nhất trí của toàn dân không phân biệt giai cấp, đảng phái là một điều kiện cốt yếu;
3- Để tỏ rằng: những đảng viên cộng sản là những chiến sĩ tiền phong của dân tộc, bao giờ cũng hy sinh tận tụy vì sự nghiệp giải phóng của toàn dân, sẵn sàng đặt quyền lợi quốc gia lên trên quyền lợi của giai cấp, hy sinh quyền lợi riêng của đảng phái cho quyền lợi chung của dân tộc;
4- Để phá tan tất cả những điều hiểu lầm ở ngoài nước và ở trong nước có thể trở ngại cho tiền đồ giải phóng của nước nhà.
Ban Chấp hành Trung ương Đảng Cộng sản Đông Dương họp ngày 11 tháng 11 nǎm 1945, nghị quyết tự động giải tán Đảng Cộng sản Đông Dương.
Những tín đồ của chủ nghĩa cộng sản muốn tiến hành việc nghiên cứu chủ nghĩa sẽ gia nhập "Hội nghiên cứu chủ nghĩa Mác ở Đông Dương"
Sau khi Đảng Cộng sản tuyên bố tự giải tán, phần lớn đảng viên cộng sản chuyển sang hoạt động bí mật và trên danh nghĩa Việt Minh; một số ít tham gia Hội nghiên cứu Chủ nghĩa Marx ở Đông Dương để hoạt động công khai. Các lãnh đạo Đảng cộng sản tham gia Quốc hội và Chính phủ như Võ Nguyên Giáp, Nguyễn Văn Tạo, Nguyễn Khánh Toàn, Trần Huy Liệu... cũng với tư cách là thành viên Việt Minh. Hội nghiên cứu Chủ nghĩa Mác ở Đông Dương cũng là một tổ chức thành viên của Việt Minh.
Tuy nhiên Việt Minh không chỉ có tổ chức thành viên là Đảng Cộng sản Đông Dương và các đoàn thể cứu quốc mà còn có các đảng phái cách mạng theo đường lối khác. Năm 1941 Đại hội thành lập Việt Minh thiết lập liên minh chống phát xít của người Việt ngoài Đảng Cộng sản Đông Dương, có Đảng Dân chủ Việt Nam, Đảng Xã hội Việt Nam, Thanh niên Tiền phong, một phần Việt Nam Quốc dân Đảng, một phần Việt Nam Cách mệnh Đồng minh Hội, một số hội giải phóng dân tộc... góp phần vào việc nâng cao uy tín Mặt trận. Một trong những biểu hiện rõ nét là vào năm 1943, Đảng đưa ra "Đề cương Văn hóa Việt Nam", tập hợp đông đảo những nhà văn hóa, văn nghệ, trí thức. Trên cơ sở đó, cuối năm 1944, Hội văn hóa cứu quốc Việt Nam ra đời, trở thành một thành viên của Mặt trận Việt Minh. Tháng 6 năm 1944, Đảng Cộng sản Đông Dương giúp cho một số trí thức thành lập Đảng Dân chủ Việt Nam. Đảng Dân chủ Việt Nam gia nhập Việt Minh một thời gian ngắn rồi tách ra do mâu thuẫn với Đảng Cộng sản Đông Dương. Tháng 12 năm 1946, đảng Dân chủ Việt Nam lại gia nhập Việt Minh.
Đảng Cộng sản Đông Dương còn mở rộng Mặt trận Việt Minh trong việc liên lạc với một số người cộng sản và cánh tả thuộc Đảng Xã hội Pháp trong quân đội Lê dương và giới công chức Pháp ở Việt Nam. Nhưng do quan điểm khác nhau nên kế hoạch lập Hội của Đảng thất bại. Đảng còn tranh thủ sự giúp đỡ của các lực lượng chống Nhật ở Trung Quốc, vận động thành lập Mặt trận Trung-Việt liên minh, đặt quan hệ hợp tác với Việt Nam Cách mệnh Đồng minh Hội (và một thời gian nhập vào tổ chức này trên danh nghĩa) - một tổ chức chính trị của người Việt Nam ở Trung Quốc để tranh thủ đoàn kết rộng rãi với những người Việt yêu nước hoạt động ở Trung Quốc. Ở Nam Kì, các cán bộ Đảng trong khi tập hợp lực lượng đã vận động được nhiều đảng phái khác tham gia Việt Minh. Kì bộ Việt Minh Nam Kì bao gồm Đảng Cộng sản Đông Dương, Tân Dân chủ, Tổng Công đoàn, Thanh niên Tiền phong, Việt Nam Quốc gia, Cao Đài hợp nhất, Việt Nam Cứu quốc Đoàn (Kì bộ cũ của Việt Minh), Quốc gia Độc lập, Công giáo, Thanh niên Nghĩa dũng Đoàn.
Vào cuối năm 1944, Việt Minh tuyên bố tổng số thành viên là 500.000 người, trong đó có 200.000 người ở Bắc Kỳ, 150.000 người ở Trung Kỳ, và 150.000 người tại Nam Kỳ.
Trong suốt quá trình vận động cách mạng từ Hội nghị 8 của Ban Chấp hành Trung ương Đảng đến Cách mạng Tháng Tám, những chủ trương nghị quyết của Đảng nhằm xây dựng lực lượng cách mạng đều được quán triệt trong các văn kiện của Mặt trận Việt Minh.
Về thực tế Đảng Cộng sản Đông Dương còn lãnh đạo chi bộ đảng ngoài Việt Nam, như Lào, Miên, và sau khi tách các chi bộ này ra, để thành lập ba đảng riêng năm 1951, cùng với thành lập Liên Việt trên cơ sở hai tổ chức Việt Minh và Liên Việt, cũng thành lập Mặt trận liên minh Việt - Miên - Lào (do Tôn Đức Thắng làm chủ tịch) nhằm phối hợp cách mạng ba nước, tiến tới giành độc lập cho mỗi nước.

## Hợp tác với cơ quan tình báo Mỹ OSS
Ngày 29 tháng 3 năm 1945, Hồ Chí Minh gặp Thiếu tướng Claire Lee Chennault - Chỉ huy trưởng Không đoàn 14 Không lực Lục quân Hoa Kỳ, tại Côn Minh, Trung Quốc. Chennault cảm ơn Việt Minh và sẵn sàng giúp đỡ những gì có thể theo yêu cầu. Còn Hồ Chí Minh khẳng định quan điểm của Việt Minh là ủng hộ và đứng về phía Đồng Minh chống phát xít Nhật. Theo Hồ Chí Minh, việc được tướng Chennault tiếp kiến được xem là một sự công nhận chính thức của Mỹ, là bằng chứng cho các đảng phái Quốc gia thấy Mỹ ủng hộ Việt Minh. Người Mỹ xem đây chỉ là một mưu mẹo của Hồ Chí Minh nhưng ông cũng đã đạt được kết quả.

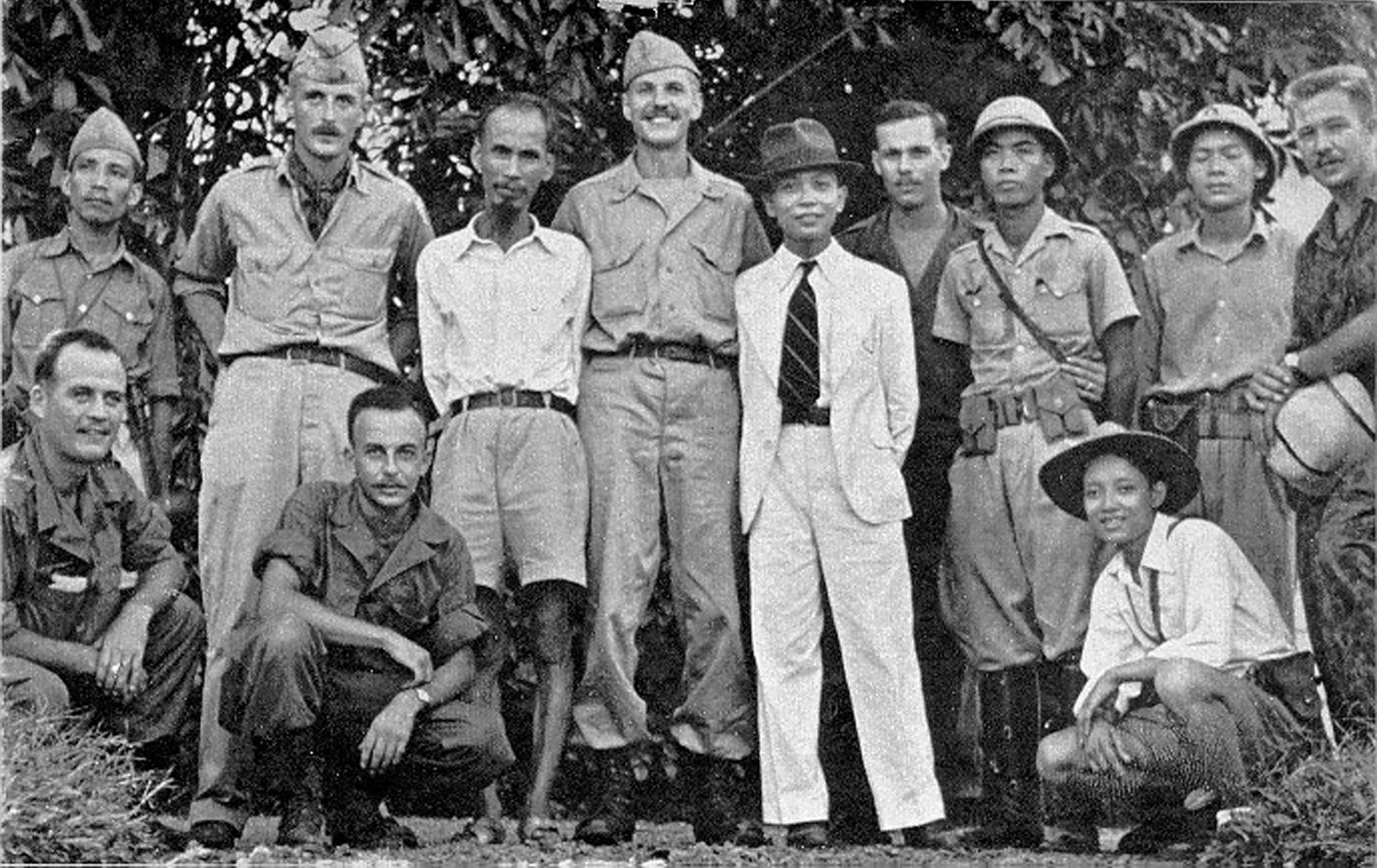
Hồ Chí Minh, Võ Nguyên Giáp cùng các thành viên của Đội Con Nai tại Bắc Bộ Phủ, 11 tháng 9 năm 1945. Từ trái qua phải (đang đứng): Phan Đinh Huy (Hùng Việt), René Defourneaux, Hồ Chí Minh, Allison K. Thomas, Võ Nguyên Giáp, Henry Prunier, Đàm Quang Trung, Nguyễn Quý, và Paul Hoagland. Hàng trước (đang quỳ): Lawrence Vogt, Aaron Squires, Thái Bạch (Thái Bá Chi)

Hồ Chí Minh nhận thấy Hoa Kỳ đang muốn sử dụng các tổ chức cách mạng người Việt vào các hoạt động quân sự chống Nhật tại Việt Nam, ông đã thiết lập mối quan hệ với các cơ quan tình báo Hoa Kỳ đồng thời chỉ thị cho Việt Minh làm tất cả để giải cứu các phi công gặp nạn trong chiến tranh với Nhật Bản, cung cấp các tin tức tình báo cho OSS (Cơ quan Tình báo chiến lược Hoa Kỳ), tiến hành một số hoạt động tuyên truyền cho Trung Hoa Dân quốc và Văn phòng Thông tin Chiến tranh Hoa Kỳ (OWI). Đổi lại, cơ quan tình báo Hoa Kỳ OSS (U.S Office of Strategic Services) cung cấp vũ khí, phương tiện liên lạc, giúp đỡ y tế, cố vấn và huấn luyện quân đội quy mô nhỏ cho Việt Minh.
Ngày 16 tháng 7 năm 1945, nhóm Con Nai thuộc cơ quan tình báo Mỹ OSS do Thiếu tá Allison K. Thomas chỉ huy nhảy dù xuống vùng lân cận làng Kim Lung cách Tuyên Quang 20 dặm về phía đông. Nhóm tình báo Con Nai được lực lượng Việt Minh tại Tuyên Quang gồm khoảng 200 người đón tiếp. Trong vòng một tháng, nhóm Con Nai đã huấn luyện cho lực lượng Việt Minh cách sử dụng những vũ khí Mỹ và chiến thuật du kích. Ngày 2 tháng 9 năm 1945, nhóm Con Nai cùng Việt Minh về Hà Nội và tham dự lễ thành lập nước Việt Nam Dân chủ Cộng hòa.
Thông qua mối quan hệ với OSS, Việt Minh đề nghị Mỹ biến Đông Dương thành một xứ bảo hộ của Mỹ và yêu cầu Mỹ can thiệp với Liên Hợp Quốc để gạt người Pháp và người Trung Quốc ra ngoài kế hoạch chiếm đóng tại Đông Dương của Đồng Minh. Việt Minh lo sợ Trung Quốc sẽ trở thành những kẻ chiếm đất đai ở Đông Dương, sống bằng cướp bóc và tước đoạt. Tổng bộ Việt Minh ở Hà Nội gửi một công hàm cho Chính phủ Mỹ để giải thích lập trường của họ. Trong đó có đoạn viết:
"Nếu người Pháp mưu toan trở lại Đông Dương để hòng cai trị đất nước này và một lần nữa lại đóng vai những kẻ đi áp bức thì nhân dân Đông Dương sẵn sàng chiến đấu đến cùng chống lại việc tái xâm lược đó của Pháp. Mặt khác, nếu họ đến với tư cách là những người bạn để gây dựng nền thương mại, công nghiệp mà không có tham vọng thống trị thì họ sẽ được hoan nghênh như bất kỳ cường quốc nào khác".
Tổng bộ Việt Minh muốn báo cho Chính phủ Mỹ biết nhân dân Đông Dương yêu cầu trước hết là nền độc lập của Đông Dương và mong rằng nước Mỹ sẽ giúp đỡ họ giành lại độc lập bằng những cách sau đây:
1. Ngăn cấm hoặc không giúp đỡ người Pháp quay trở lại chiếm Đông Dương bằng vũ lực.
2. Kiểm soát người Trung Quốc để hạn chế đến mức thấp nhất các cuộc cướp bóc, tước đoạt.
3. Cho các chuyên viên kỹ thuật sang giúp người Đông Dương khai thác các nguồn tài nguyên đất đai.
4. Phát triển các ngành kỹ nghệ mà Đông Dương có khả năng cung ứng.

Hồ Chí Minh cố gắng thuyết phục Mỹ tiếp tục chính sách chống thực dân của Mỹ đối với Đông Dương. Ông tìm cách làm Mỹ tin rằng ông không phải là một phái viên của Quốc tế Cộng sản mà là một người Quốc gia - Xã hội mong muốn giải thoát đất nước khỏi ách đô hộ của ngoại bang. Thông qua OSS, Chủ tịch Hồ Chí Minh gửi một bức điện cho Tổng thống Mỹ Truman yêu cầu Mỹ đặt quan hệ ngoại giao với Chính phủ Lâm thời đồng thời Mỹ và Chính phủ Lâm thời sẽ có đại diện trong Ủy ban Liên tịch các nước Đồng Minh giải quyết các vấn đề liên quan đến Việt Nam. Việt Minh hy vọng tranh thủ được sự có mặt của Mỹ trong cuộc thương lượng giữa Trung Quốc và Pháp về Đông Dương vì hai nước này có thể làm nguy hại đến nền độc lập và toàn vẹn lãnh thổ của Việt Nam đồng thời khuyến khích các nước Đồng Minh công nhận Chính phủ Lâm thời là đại diện duy nhất và hợp pháp của Việt Nam trong các vấn đề liên quan đến chủ quyền của Việt Nam. Việt Minh lo ngại việc không được các nước Đồng Minh công nhận sẽ làm suy yếu địa vị lãnh đạo của họ và có lợi cho Việt Cách, Việt Quốc trong việc thành lập chính phủ của các lực lượng này. Hồ Chí Minh nói với chỉ huy OSS tại miền Bắc, Archimedes L.A Patti, rằng ông theo chủ nghĩa Lenin, tham gia thành lập Đảng Cộng sản Pháp và xin gia nhập Đệ Tam Quốc tế vì đây là những cá nhân và tổ chức duy nhất quan tâm đến vấn đề thuộc địa. Ông không thấy có sự lựa chọn nào khác. Nhưng trong nhiều năm sau đó những tổ chức này cũng không có hành động gì vì nền độc lập của các dân tộc thuộc địa. Trước mắt, ông đặt nhiều tin tưởng vào sự giúp đỡ của Mỹ trước khi có thể hy vọng vào sự giúp đỡ của Liên Xô. Người Mỹ xem ông là một người quốc tế cộng sản, bù nhìn của Moskva vì ông đã ở Moskva nhiều năm nhưng ông không phải là người cộng sản theo nghĩa Mỹ hiểu mà là nhà cách mạng hoạt động độc lập. Tuy nhiên Mỹ không đáp lại nguyện vọng của Hồ Chí Minh. Cuối tháng 9 năm 1946, Mỹ rút tất cả các nhân viên tình báo tại Việt Nam về nước, chấm dứt liên hệ với chính phủ Hồ Chí Minh.

## Lãnh đạo nhân dân giành chính quyền
Theo Ban Nghiên cứu Lịch sử Đảng Trung ương Đảng Lao động Việt Nam, kể từ khi Việt Minh ra đời, "toàn bộ phong trào chống phát xít Pháp-Nhật của nhân dân ta mang tên Phong trào Việt Minh, cái tên tiêu biểu cho lòng yêu nước, chí quật cường của dân tộc ta".
Tổ chức này giành quyền và thành lập chính quyền với tên Khu Giải phóng Việt Bắc gồm 6 tỉnh năm 1944. Năm 1945, khi Nhật vừa đầu hàng phe Đồng Minh và chính phủ Trần Trọng Kim vừa thành lập, Việt Minh là lực lượng chính trị quan trọng tổ chức một số cuộc biểu tình trên cả nước và tuyên bố thành lập chính quyền. Quốc dân Đại hội do Tổng bộ Việt Minh triệu tập họp ở Tân Trào trong 2 ngày 16 và 17 tháng 8 năm 1945 đã thông qua lệnh Tổng khởi nghĩa, quyết định Quốc kỳ, Quốc ca, cử ra Ủy ban Dân tộc Giải phóng Việt Nam - tức là Chính phủ lâm thời do Hồ Chí Minh làm Chủ tịch. Ngày 2 tháng 9 năm 1945, Hồ Chí Minh tuyên bố thành lập Chính phủ lâm thời của Việt Minh, khai sinh nhà nước Việt Nam Dân chủ Cộng hòa.
Sau khi người Pháp tái chiếm Đông Dương, Việt Minh chuyển mục tiêu sang đấu tranh giành lại toàn vẹn chủ quyền và lãnh thổ cho Việt Nam từ tay của thực dân Pháp.

## Thành lập Việt Nam Dân chủ Cộng hòa
Thời gian đầu năm 1946, các lãnh đạo của Đảng cộng sản Đông Dương như Trường Chinh, Hoàng Quốc Việt, Nguyễn Lương Bằng, Hoàng Văn Hoan lui vào hoạt động bí mật. Hoạt động công khai với danh nghĩa là thành viên Việt Minh gồm có chủ tịch Hồ Chí Minh, các ông Võ Nguyên Giáp, Phạm Văn Đồng, Hoàng Hữu Nam, Hồ Tùng Mậu và Nguyễn Lương Bằng. Về mặt công khai, trong một thời gian ngắn nhóm Mác-xít độc lập với Việt Minh. Thành viên Việt Minh không công khai là người Mác-xít. Theo các tài liệu chính thống của nhà nước Việt Nam, Chủ nhiệm Tổng bộ một thời gian dài là Hoàng Quốc Việt. Cơ quan ngôn luận là báo Cứu quốc.

Hồ Chí Minh đọc Tuyên ngôn Độc lập trên Quảng trường Ba Đình.

Việt Minh lãnh đạo chính phủ trung ương Việt Nam Dân chủ Cộng hòa từ khi được thành lập cho đến khi chiến tranh Đông Dương kết thúc. Đảng Lao động chính thức xác nhận vai trò lãnh đạo năm 1951. Một số ít thành viên Việt Minh chuyển sang ủng hộ cho Quốc gia Việt Nam khi Việt Minh ngả sang khuynh hướng thân Liên Xô - CHND Trung Hoa công khai. Tại miền Nam, Việt Minh cũng lãnh đạo Ủy ban Hành chính Lâm thời Nam Bộ. Các nhóm chính trị khác tham gia hợp tác với Việt Minh trong chính phủ Việt Nam Dân chủ Cộng hòa ở trung ương và địa phương trong giai đoạn 1945 - 1946.
Ủy ban Dân tộc Giải phóng gồm 12 thành viên Việt Minh, trong đó có 6 thành viên Đảng Cộng sản Đông Dương, 2 thành viên Đảng Dân chủ Việt Nam. Ủy ban Hành chính Lâm thời Nam Bộ thành lập ngày 25/8/1945 có 6 thành viên Việt Minh (4 là thành viên Đảng Cộng sản, gồm Trần Văn Giàu, Nguyễn Văn Tạo, Dương Bạch Mai, Nguyễn Văn Tây, 2 thành viên Việt Minh không công khai là đảng viên cộng sản Phạm Ngọc Thạch, Hoàng Đôn Văn), 1 thành viên Đảng Dân chủ Việt Nam (Huỳnh Văn Tiểng), 2 thành viên không đảng phái (Phạm Văn Bạch, Huỳnh Thị Oanh), 1 thành viên Đảng Độc lập Dân tộc (Ngô Tấn Nhơn) (sau cải tổ đưa Huỳnh Phú Sổ - Hòa Hảo, Trần Văn Thạch - Trotskyist, Huỳnh Văn Phương - trí thức, Phan Văn Hùm, Trần Văn Nhọ, Nguyễn Văn Thủ... tham gia, nhưng sau một thời gian Việt Minh xung đột với các nhóm tôn giáo và Trotskyist). Ngày 10/9/1945, Ủy ban Nhân dân Nam Bộ thành lập, theo thể lệ của Chủ tịch Chính phủ Cách mạng Lâm thời Việt Nam Dân chủ Cộng hòa Hồ Chí Minh, gồm: Phạm Văn Bạch (trạng sư, không đảng phái): Chủ tịch, Trần Văn Giàu (Giáo sư, Đảng Cộng sản Đông Dương), Phạm Ngọc Thạch (bác sĩ, thủ lĩnh Thanh niên Tiền phong), Huỳnh Văn Tiểng (cựu sinh viên, Tân Dân chủ đoàn), Ngô Tấn Nhơn (kỹ sư, Đảng Quốc gia Độc lập), Nguyễn Văn Thọ (viết báo, Đảng Cộng sản Đông Dương), Hoàng Đôn Văn (Lao động Tổng công đoàn), Giáo chủ Hòa Hảo Huỳnh Phú Sổ (Việt Nam Độc lập Vận động hội), Nguyễn Văn Nghiêm (kỹ sư, không đảng phái), Tứ Bảo Hòa (điền chủ, không đảng phái), dự khuyết Phan Văn Hùm, Trần Văn Nhọ, Nguyễn Văn Thủ
Chính phủ Cách mạng Lâm thời có 9 thành viên Việt Minh (6 đảng viên Đảng Cộng sản Đông Dương), 4 đảng viên Đảng Dân chủ Việt Nam, 2 không đảng phái, 1 Công giáo. Chính phủ Liên hiệp Kháng chiến thành lập ngày 2/3/1946 có 2 thành viên Việt Minh (thuộc Đảng Cộng sản Đông Dương), 3 thành viên Việt Quốc, 1 thành viên Việt Cách, 2 thành viên Dân chủ, 1 thành viên Xã hội, 3 độc lập. Chính phủ Liên hiệp Quốc dân thành lập ngày 3/11/1946 có 5 thành viên Việt Minh (thuộc Đảng Cộng sản), 5 độc lập, 2 Dân chủ, 1 Xã hội, 1 Dân tộc (Việt Nam Quốc dân Đảng - Chu Bá Phượng), khuyết 2 ghế.
Chính phủ Liên hiệp Quốc dân năm 1949, 5 thành viên Đảng Cộng sản - Việt Minh, 5 độc lập, 2 đảng Dân chủ, 3 đảng Xã hội, 1 dân tộc (Việt Nam Quốc dân Đảng - Chu Bá Phượng), 1 Việt Nam Cách mệnh Đồng minh Hội (Bồ Xuân Luật). Trong các thứ trưởng có 4 độc lập, 2 đảng Dân chủ, 1 đảng Xã hội, 1 Việt Minh (thuộc Đảng Cộng sản), 1 trống. Theo tài liệu của CIA thì Đảng Cộng sản tuy tuyên bố "giải tán" năm 1945 nhưng năm 1946 có 50.000 đảng viên, và tới 1950 có 400.000 đảng viên, dù trên danh nghĩa người của Việt Minh (Liên Việt), nhưng thực tế bán công khai.

## Xung đột với các nhóm chính trị đối lập

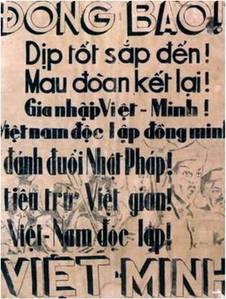
Truyền đơn của Việt Minh kêu gọi tiêu trừ Việt gian

Trước năm 1945, Đảng Cộng sản Đông Dương và các đảng phái Quốc gia khác tuy có ý thức hệ khác nhau nhưng vẫn có chung nền tảng giáo dục, thường xuyên có sự hợp tác và đôi khi có cùng quan hệ huyết thống hoặc hôn nhân. Trong giai đoạn 1924 - 1927, ở miền Nam Trung Quốc, các nhóm người Việt chống thực dân Pháp đa dạng tương tác với nhau, với cả người Trung Quốc, Triều Tiên và các dân tộc khác. Từ năm 1941 đến 1944 ở miền nam Trung Quốc, Đảng Cộng sản Đông Dương, Việt Nam Quốc dân Đảng (Việt Quốc) và Việt Nam Cách mệnh Đồng minh Hội (Việt Cách) cùng tham gia vào mặt trận chống Nhật, đôi khi tố giác nhau với chính quyền Trung Quốc, nhưng không bắt cóc hoặc ám sát lẫn nhau. Chính sự cạnh tranh để kết nạp thành viên, thu nhận viện trợ cũng như sự bảo trợ của người Trung Quốc, hơn là sự khác biệt về ý thức hệ, mới là nguyên nhân khiến căng thẳng giữa các tổ chức lưu vong gia tăng. Trong nước, Đảng Cộng sản Đông Dương cũng từng hợp tác với những người Trotskyist tại Nam Kỳ trong giai đoạn 1933-1937. Hai bên sau đó chỉ trích nhau chẳng hạn thành viên của Quốc tế Thứ ba (Đảng Cộng sản Đông Dương) và Quốc tế Thứ tư (những người Trotskyist) cáo buộc lẫn nhau là phục vụ lợi ích đế quốc. Ban đầu cuộc tranh đấu chỉ trong phạm vi báo chí, truyền thông. Đến năm 1945 thì nhiều phe đã dùng vũ lực để tiêu diệt lẫn nhau. Quốc dân Đại hội Tân Trào do Việt Minh tổ chức ngày 16/8/1945, trước khi Việt Minh nắm chính quyền, xác định 10 chính sách lớn trong đó chính sách đầu tiên là "Phản đối xâm lược; Tiêu trừ Việt gian. Lập nên một nước Việt Nam Dân chủ Cộng hòa hoàn toàn độc lập". Theo hồi ký của tướng Võ Nguyên Giáp, dù được Việt Minh trao nhiều ưu đãi (được nhường 70 ghế đại biểu Quốc hội mà không cần bầu cử, được giao một số chức vụ cao trong nhà nước) nhưng một số đảng phái như Việt Quốc, Việt Cách, Đại Việt... vẫn không bằng lòng với địa vị chính trị của mình và đã tìm nhiều cách lật đổ Việt Minh nhằm chiếm chính quyền. Theo sử gia David G. Marr, đó là một thời kỳ đầy hận thù, phản bội và giết chóc. Cho tới tháng 8 năm 1946, các đảng phái đối lập, ngoại trừ Giáo hội Công giáo, đều bị phá vỡ, vô hiệu hóa, hoặc buộc phải lưu vong.

## Trong Chiến tranh Đông Dương
Tháng 2 năm 1951, Đảng Cộng sản Đông Dương (lúc này đổi tên thành Đảng Lao động Việt Nam) ra hoạt động công khai. Hội nghị hợp nhất từ ngày 3 đến ngày 7 tháng 3 năm 1951 tại xã Vinh Quang, Chiêm Hóa, Tuyên Quang đã tuyên bố hợp nhất Việt Minh và Hội Liên Việt thành Mặt trận Liên Việt. Tuy vậy Mặt trận Liên Việt vẫn được nhiều người quen gọi là Việt Minh.
Năm 1955, Mặt trận Liên Việt tuyên bố hoàn thành nhiệm vụ và tự giải tán. Ngày 10 tháng 9 năm 1955, một tổ chức kế thừa Mặt trận Liên Việt là Mặt trận Tổ quốc Việt Nam ra đời và hoạt động cho đến ngày nay.

## Ảnh hưởng lên các quốc gia xung quanh
Vào những năm mới thành lập, Quốc tế Cộng sản giao nhiệm vụ cho Đảng Cộng sản Đông Dương đào tạo cán bộ và lãnh đạo nhân dân 3 nước Việt Nam, Lào và Campuchia đấu tranh chống thực dân Pháp. Từ năm 1930 đến 1951 nhiều cán bộ và chiến sĩ cộng sản Lào và Campuchia đã được đào tạo và hoạt động tại nước họ. Có thể kể đến:
- Sơn Ngọc Minh, Tou Samouth và Pen Sovan của Campuchia[143]
- Kaysone Phomvihane, Sisavath Keobounphanh và Souphanouvong của Lào[144]

Các cán bộ cộng sản Lào và Campuchia sau này trở thành các lãnh đạo chủ chốt trong các mặt trận giải phóng dân tộc Lào và Campuchia. Thời kỳ Chiến tranh Đông Dương, 3 tổ chức Việt Minh, Pathet Lào và Khmer Issarak cùng phối hợp chống lại thực dân Pháp. Thậm chí đại biểu của Pathet Lào và Khmer Issarak còn tham dự Hội nghị Geneva năm 1954, nhưng không được tham dự chính thức.

### Lào
Lào Issara (Lào Tự do) là một phong trào dân tộc đấu tranh chống lại Thực dân Pháp, được thành lập vào ngày 12/10/1945 tại Viêng Chăn. Phong trào do các nhà yêu nước, dân tộc chủ nghĩa và thậm chí là một số thành viên hoàng gia Lào đứng ra thành lập và lãnh đạo. Lãnh đạo là Phó vương Phetsarath Rattanavongsa. Lúc này Việt Minh chưa có ảnh hưởng và liên hệ với Lào Issara.
Sau khi Chiến tranh Đông Dương bùng nổ, nhiều cán bộ và chỉ huy quân đội Việt Minh bắt đầu sang hỗ trợ Lào. Đặc biệt là hoàng thân Souphanouvong từng gặp gỡ lãnh tụ Hồ Chí Minh vào năm 1945 và 1949. Ngày 24/10/1949 Lào Issara giải tán và nhiều thành viên gia nhập chính phủ Vương quốc Lào. Các thành viên cánh tả và cộng sản trong Lào Issara tách ra và thành lập Pathet Lào (Quốc gia Lào) vào ngày 15/8/1950.
Các lãnh đạo chủ chốt của Pathet Lào lúc này gồm có: Souphanouvong, Kaysone Phomvihane, Nouhak Phoumsavanh...
Pathet Lào sau này trở thành lực lượng cộng sản chủ chốt tại Lào và thành lập nước Cộng hòa Dân chủ Nhân dân Lào ngày nay.

Hiệu kỳ Pathet Lào, và hiện nay là Quốc kỳ Cộng hòa Dân chủ Nhân dân Lào

### Campuchia
Khmer Issarak (Khmer Độc lập) là một phong trào dân tộc đấu tranh chống lại Thực dân Pháp, được thành lập vào năm 1945 tại Campuchia. Phong trào bao gồm nhiều thành viên với các hệ tư tưởng và xu hướng khác nhau, từ cánh tả (cộng sản) đến cánh hữu (bảo hoàng). Lãnh đạo lúc này là Poc Khun. Lúc này Việt Minh chưa có ảnh hưởng và liên hệ với Khmer Issarak.
Ngày 1/2/1948 Khmer Issarak được thay thế bằng Ủy ban Giải phóng Dân tộc Khmer do Dap Chhuon lãnh đạo, nhưng chỉ tồn tại một thời gian ngắn. Xứ ủy Nam Bộ lúc đó đã cử cán bộ và chỉ huy quân sự sang hỗ trợ Campuchia. Sau đó các thành viên cánh tả và cộng sản tách ra và thành lập Mặt trận Issarak Thống nhất vào ngày 19/4/1950 tại Kampot. Nhiều cán bộ cấp cao của Mặt trận như Sơn Ngọc Minh đã đến gặp lãnh tụ Hồ Chí Minh tại Việt Bắc.
Các lãnh đạo chủ chốt của Mặt trận Issarak Thống nhất lúc này gồm có: Sơn Ngọc Minh, Chan Samay, Tou Samouth...
Về sau một bộ phận của Mặt trận cho chuyển thành Khmer Đỏ và thành lập nước Campuchia Dân chủ vào năm 1975. Nhiều cựu thành viên của Mặt trận không chấp nhận đường lối của Khmer Đỏ nên li khai và cùng với Việt Nam chiến đấu chống lại Khmer Đỏ, lập ra nhà nước Cộng hòa Nhân dân Campuchia vào năm 1979.

Hiệu kỳ Mặt trận Issarak Thống nhất, và sau này là Quốc kỳ Cộng hòa Nhân dân Campuchia

## Đồng minh
Giai đoạn Chiến tranh thế giới thứ hai, Việt Minh là một phần của Khối Đồng minh và được cơ quan tình báo Hoa Kỳ là OSS hỗ trợ và huấn luyện để chống Đế quốc Nhật Bản tại Đông Dương. Ngoài ra Trung Hoa Dân quốc cũng tích cực giúp đỡ Việt Minh chống Nhật. Dù vậy mối quan hệ nhanh chóng thay đổi sau khi Nhật Bản đầu hàng và chiến tranh kết thúc.
Trong giai đoạn Chiến tranh Đông Dương chống lại Pháp, Việt Minh và chính phủ Việt Nam Dân chủ Cộng hòa được Liên bang Xô Viết và Cộng hòa Nhân dân Trung Hoa hỗ trợ mạnh mẽ. Trong đó Trung Quốc do Đảng Cộng sản Trung Quốc lãnh đạo vốn dĩ có mối quan hệ thân thiết từ trước. Sau khi Cộng hòa Nhân dân Trung Hoa được thành lập năm 1949, thì ngày 18/1/1950 hai nước đã công nhận và thiết lập quan hệ ngoại giao với nhau. Riêng Liên Xô lúc đầu khá dè dặt trong việc công nhận chính quyền do Đảng Cộng sản Đông Dương lãnh đạo, bất chấp việc nhiều đảng viên từng hoạt động cho Quốc tế Cộng sản. Mãi đến ngày 30/1/1950 hai nước mới thiết lập quan hệ ngoại giao với nhau. Kể từ đấy, 2 nước Liên Xô và Trung Quốc đã tích cực viện vũ khí và tài chính cho Việt Nam Dân chủ Cộng hòa trong cuộc chiến chống lại Pháp.
Ngày 31/1/1950, Cộng hòa Dân chủ Nhân dân Triều Tiên trở thành nước thứ 3 công nhận Việt Nam Dân chủ Cộng hòa.

## Tên gọi Việt Cộng và Vi Xi (VC)
Năm 1954, tại Điện Biên Phủ quân Pháp đã đầu hàng. Theo quy định của Hiệp định Genève, Việt Nam được tạm thời chia cắt thành hai vùng tập kết quân sự và một cuộc tổng tuyển cử tự do trên toàn quốc sẽ được tổ chức trong vòng 2 năm để thống nhất đất nước. Phần lớn lực lượng của Việt Minh được tập trung về phía Bắc vĩ tuyến 17. Quân đội thực dân Pháp và đồng minh, Quân đội Quốc gia Việt Nam, tập trung về phía Nam vĩ tuyến 17.
Các nhà lãnh đạo Việt Minh tin rằng với sự ủng hộ của đa số dân chúng, họ chắc chắn sẽ giành thắng lợi trong cuộc tổng tuyển cử. Tuy nhiên, Ngô Đình Diệm, dựa vào sự ủng hộ của Hoa Kỳ thông qua Chính sách Truman, đã đè bẹp lực lượng dân chủ đối lập, kẻ thù cá nhân cũng như các nhân vật tình nghi ủng hộ cộng sản tại miền Nam và tuyên bố thành lập nước Việt Nam Cộng hòa, từ chối tiến hành tổng tuyển cử. Chính phủ Việt Nam Dân chủ Cộng hòa tuyên bố xây dựng nhà nước xã hội chủ nghĩa ở miền Bắc, tiếp tục đấu tranh để thống nhất đất nước bằng tổng tuyển cử theo Hiệp định Genève. Một phần lực lượng Việt Minh tại miền Nam lui vào hoạt động bí mật và sau này đã tuyên bố thành lập Mặt trận Dân tộc Giải phóng miền Nam Việt Nam vào năm 1960. Trong các tài liệu, sách báo của Hoa Kỳ và Việt Nam Cộng hòa, họ được gọi là Việt Cộng, còn sách báo phương Tây gọi là Viet Cong, hay Victor Charlie, Vietnamese Communist hay V.C. (Vi Xi).